# ایکر کاسیاس
ایکر کاسیاس فرناندز (به اسپانیایی: Iker Casillas Fernández‎؛ زادهٔ ۲۰ مه ۱۹۸۱) فوتبالیست بازنشسته اهل کشور اسپانیا است. از وی به عنوان یکی از برترین دروازه‌بانان تاریخ فوتبال و همچنین یکی از محبوب‌ترین ورزشکاران سده اخیر و نیز نماد باشگاه فوتبال رئال مادرید یاد می‌شود. او در طی دوران فوتبال خود موفق به کسب عناوین گوناگونی گردیده که وی را به پرافتخار ترین دروازه‌بان تاریخ اسپانیا بدل میکند . همچنین او پنج بار و در پنج سال پیاپی (۲۰۰۸ الی ۲۰۱۲) بهترین دروازه‌بان جهان از نگاه فدراسیون بین‌المللی تاریخ و آمار فوتبال شده است. کاسیاس در سال ۲۰۲۰ رسماً از دنیای فوتبال خداحافظی کرد. او با ۱۷۷ بازی در لیگ قهرمانان اروپا بعد از کریستیانو رونالدو رکورد بیشترین حضور در لیگ قهرمانان اروپا را دارد و همچنین تنها دروازه‌بانیست که موفق به کسب دو قهرمانی یورو شده است.

## دوران کودکی و نوجوانی
ایکر کاسیاس در ۲۰ ماه مه سال ۱۹۸۱ در منطقه «موستولِس»، که از نواحی پرجمعیّت شهر مادرید اسپانیا است، متولّد شد. پدرش خوزه، کارمند آموزش و پرورش و مادرش ماریا آرایشگر بود. رؤیای کودکی ایکر کاسیاس این بود که یک فوتبالیست حرفه‌ای شود و در باشگاه محبوب شهرش، رئال مادرید بازی کند. در هشت سالگی، با وجود آن که علاقه‌ای به دروازه‌بانی نداشت، فقط به اصرار پدرش «خوزه لوئیس کاسیاس»، که علاقه‌مند به فوتبال بود، برای یادگیری فوتبال حرفه‌ای، زیر نظر مربی ایرانی-اسپانیایی، «آلفردو ژوتا فرناندز» به تیم نونهالان رئال مادرید پیوست.
کاسیاس در سن ۱۶ سالگی، در تیم زیر ۱۷ سال اسپانیا، به عنوان جوان‌ترین بازیکن تیم حضور پیدا کرد و همراه با تیمش در رتبه سوم جهان قرار گرفت. دو سال بعد، به عنوان کاپیتان در تیم ملی زیر ۱۷ ساله‌ها حضور پیدا کرد و با این تیم، قهرمان شد.

## زندگی حرفه‌ای

### باشگاه فوتبال رئال مادرید
ایکر کاسیاس محصول تیم‌های پایه باشگاه فوتبال رئال مادرید است و از فصل ۹۱–۱۹۹۰ فوتبال خود را در رئال مادرید آغاز کرد. وی در سال ۱۹۹۹ برای اولین بار به تیم اصلی دعوت شد، اما در آن بازی شرکت نکرد. از سال ۹۹–۱۹۹۸ وی به تیم اصلی آمد و با افت بودو ایلگنر، ایکر به ترکیب اصلی راه پیدا کرد. در سال ۲۰۰۰ نیز کاسیاس به جوانترین دروازه‌بان تاریخ فوتبال تبدیل شد که در فینال مسابقات لیگ قهرمانان اروپا حضور یافته است (در آن بازی، رئال مادرید با ۳ گل، والنسیا را شکست داد).
در فصل بعد، کاسیاس نمایش‌های ضعیفی از خود نشان داد و جای خود را به سزار سانچز داد، تا اینکه در مسابقه فینال لیگ قهرمانان اروپا، سانچز دچار مصدومیت شد و کاسیاس جوان، جای وی را گرفت و با نمایش خیره‌کنندهٔ خود، یکی از عوامل اصلی قهرمانی رئال در لیگ قهرمانان اروپا شد. از آن زمان به بعد کاسیاس تا سال ۲۰۱۵ به عنوان دروازه‌بان نخست رئال مادرید شناخته شد.

فصل ۰۸–۲۰۰۷، سالی بسیار خوب برای کاسیاس بود. وی یکی از عوامل اصلی سی‌ویکمین قهرمانی رئال مادرید در لالیگا بود و با دریافت تنها ۳۲ گل در ۳۶ بازی، توانست جایزه زامورا را کسب کند. همچنین با امضای قراردادی بلند مدت، تا سال ۲۰۱۷ با رئال مادرید به توافق رسید همچنین وی برای بار دوم، به عنوان یکی از اعضای تیم منتخب سال اروپا انتخاب شد.

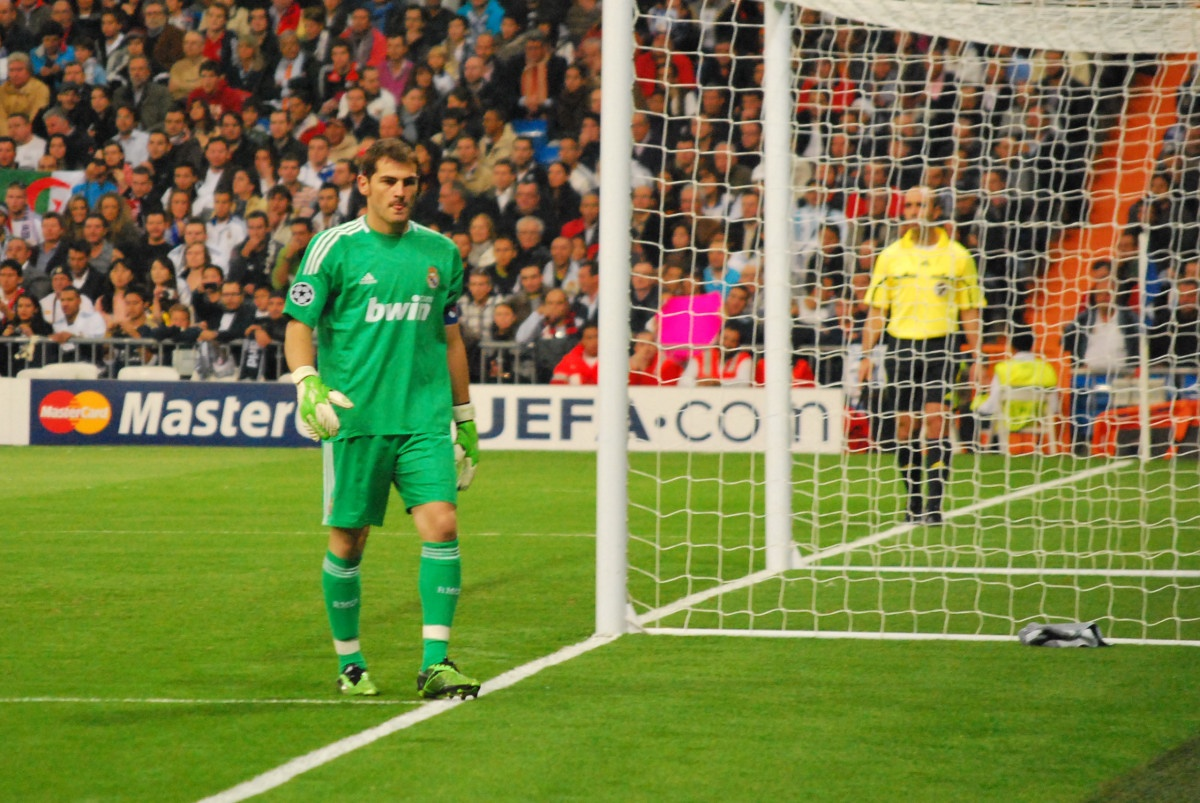
کاسیاس با پیراهن تیم فوتبال رئال مادرید

در تابستان سال ۲۰۰۹ میلادی، بنابر اخبار برخی خبرگزاری‌های اسپانیایی، تیم فوتبال منچستر سیتی، مایل بود تا برای به خدمت گرفتن کاسیاس، ۱۶۰ میلیون یورو پرداخت کند که مسئولان این باشگاه، آن را تکذیب کردند؛ این در صورتی بود که پیشنهاد اولیه منچستر سیتی ۱۲۰ میلیون یورو بود و باشگاه حاضر شده بود تا مبلغ را تا ۱۶۰ میلیون یورو بالا ببرد همچنین باشگاه منچستر یونایتد، تیمی که قبلاً خواهان به خدمت گرفتن او شده بود، نیز علاقه خود را برای به خدمت گرفتن کاسیاس اعلام کرد. البته هیچ رقمی از طرف این تیم اعلام نشد. با این حال، کاسیاس اعلام کرد که اصلاً قصد ترک کردن باشگاه خود را ندارد.
در فصل ۱۰–۲۰۰۹ و در دیدار با تیم سویا، کاسیاس با یک واکنش خیره‌کننده، مانع گل‌زنی حریف شد. کاسیاس توپی را که از فاصله بسیار کم به سمت دروازه شلیک شده بود و به سمت مخالفش شیرجه زده بود را با یک شیرجه سریع دفع کرد. بعد از این اتفاق، دروازه‌بان افسانه‌ای انگلیس، گوردون بنکس، کاسیاس را تمجید و عکس‌العمل وی را باورنکردنی توصیف کرد. او اعلام کرد که کاسیاس می‌تواند با ادامه این روند، به یکی از بهترین دروازه‌بان‌های تاریخ فوتبال بدل شود. در ماه ژوئیه سال ۲۰۱۴ باشگاه آرسنال به ایکر پیشنهاد همکاری داد، اما او این پیشنهاد را قاطعانه رد کرد و گفت هیچ باشگاه بهتری از رئال مادرید در دنیا وجود ندارد.

#### اختلاف با ژوزه مورینیو
در فصل ۲۰۱۲–۲۰۱۳ لالیگا، ژوزه مورینیو سرمربی وقت، با ایکر کاسیاس دچار اختلافاتی شد. بر اساس شواهد، دلیل اصلی این اختلافات، رابطه دوستانه وی با برخی از بازیکنان تیم رقیب؛ یعنی بارسلونا نظیر ژاوی هرناندز بوده است. اما برخی منابع، دلیل این نیمکت نشینی را رابطه بد ایکر کاسیاس با مربی دروازه‌بانان رئال مادرید سلوینو لورو اعلام کردند. کاسیاس، خود، نسبت به این مسایل سکوت کرد. این اختلاف تا حدی پیش رفت که ایکر کاسیاس در بازی هفته هفدهم فصل ۲۰۱۲–۲۰۱۳ لالیگا در بازی خارج از خانه مقابل مالاگا نیمکت‌نشین شد و جای او را آنتونیو آدان پر کرد. در این بین، او در چند بازی و با اخراج آنتونیو آدان به ترکیب اصلی برگشت. یکی از این بازی‌ها، بازی برگشت کوپا دل ری فصل ۲۰۱۲–۲۰۱۳ در ورزشگاه مستایا مقابل والنسیا و در مرحله یک چهارم پایانی بود که ایکر کاسیاس با ضربه آلوارو آربه لوآ دچار شکستگی انگشت شد. در همین حال، ژوزه مورینیو که می‌گفت نیمکت‌نشینی کاسیاس به‌خاطر عملکرد خوب آدان بوده است، طی اقدامی متناقض، دیگو لوپز را از تیم سویا خرید و به او بازی داد. روند بازی کردن دیگو لوپز پس از بازگشت کاسیاس هم ادامه داشت و این نشان می‌داد که اختلافات، عامل اصلی نیمکت‌نشینی او است. رفتارهای مورینیو تأثیر بدی روی روحیه و بازی‌های کاسیاس داشت و می‌توان گفت وجود این مربی یکی از عوامل اصلی افت کاسیاس در آن مقطع به حساب می‌آمد ولی در نهایت، با رفتن ژوزه مورینیو از رئال مادرید و روی کار آمدن کارلو آنچلوتی در فصل ۲۰۱۳–۲۰۱۴ایکر کاسیاس به ترکیب تیم بازگشت و درخشش دوباره خود را آغاز کرد. رئال مادرید در آن فصل، در هر دو جام قهرمان شد. ایکر در فصل ۲۰۱۵–۲۰۱۴ نیز دروازه‌بان اصلی رئال مادرید شد.

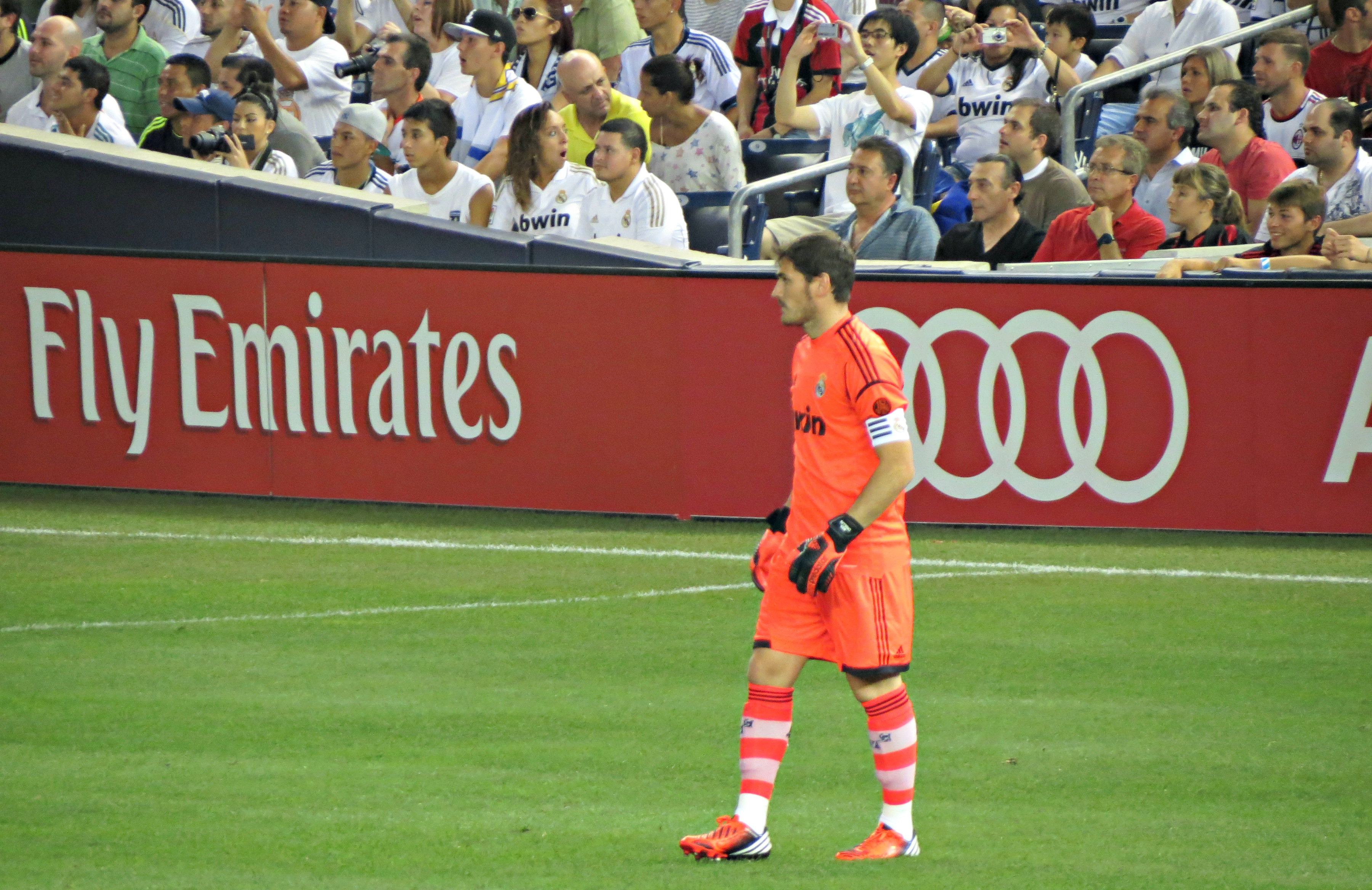
کاسیاس در فصل ۲۰۱۳–۲۰۱۲ لالیگای اسپانیا

با قهرمان شدن رئال مادرید در جام باشگاه‌های جهان در دسامبر سال ۲۰۱۴، ایکر کاسیاس به یک رکورد منحصر به فَرد دست یافت؛ او در هفتصدُمین بازی خود با پیراهن رئال مادرید اولین بازیکن در تاریخ فوتبال شد که به عنوان کاپیتان به تمام افتخارات موجود در سطح باشگاهی و ملی دست یافته است.

### باشگاه فوتبال پورتو
در پایان فصل ۲۰۱۵–۲۰۱۴ ایکر کاسیاس و کارلو آنچلوتی هر دو اعلام کردند که کاپیتان تا پایان قرارداد خود در تیم باقی خواهد ماند. اما با رفتن کارلو آنچلوتی، مدیریت باشگاه رئال مادرید علی‌رغم میل کاسیاس، بالاخره پس از ۲۵ سال حضورش، او را به باشگاه فوتبال پورتو پرتغال فروخت و ایکر کاسیاس مانند رائول، فرناندو هیرو، گوتی، پپه و کریستیانو رونالدو، که همگی در دوران مدیریت فلورنتینو پرز از رئال مادرید جدا شدند، تنها با برگزاری یک کنفرانس خبری، بدون هیچ شکایتی خانه خود را ترک کرد و با قراردادی دو ساله به باشگاه فوتبال پورتو پرتغال پیوست. اشک‌های وی درهنگام سخنرانی در کنفرانس مطبوعاتی توجه بسیاری از رسانه هارا به خود جلب کرد.کاسیاس در تاریخ ۱۵ اوت نخستین بازی خود را در لیگ باشگاهی پرتغال انجام داد که با پیروزی ۳ بر صفر پورتو برابر باشگاه فوتبال ویتوریا گیمارش به پایان رسید. 

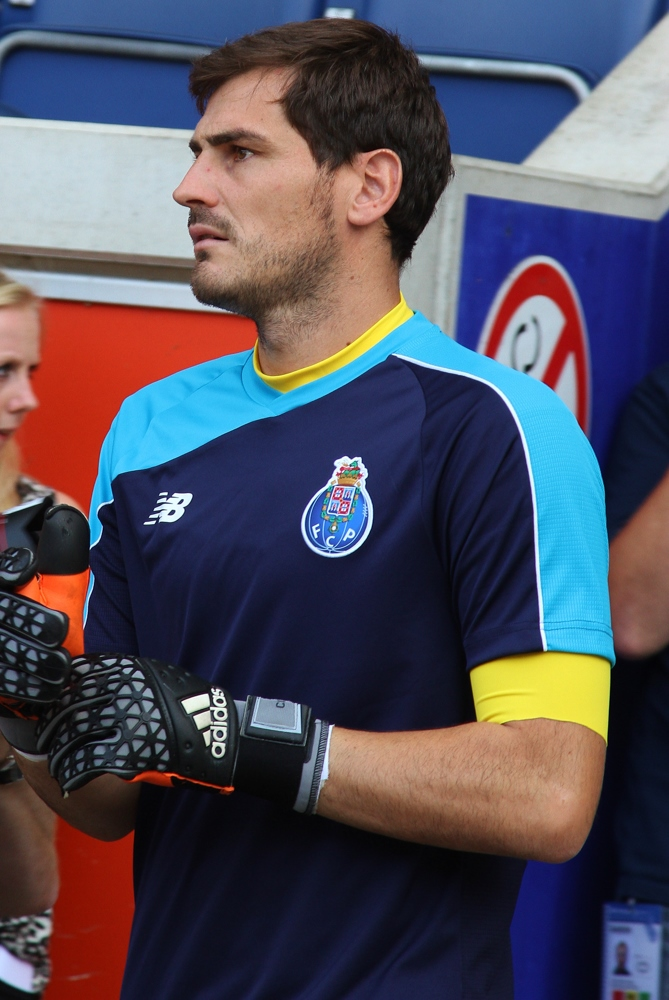
کاسیاس با باشگاه فوتبال پورتو

کاسیاس در ۱۱ مارس ۲۰۱۷ با ثبت ۱۶ کلین شیت در یک فصل به رکورد فَردی جدیدی رسید. در ۱۴ مارس کاسیاس توانست صد و هفتاد و پنجمین بازی خود را در لیگ قهرمانان اروپا انجام دهد، بازی که پورتو آن را با یک گل به یوونتوس واگذار کرد.
کاسیاس در زمان حضورش در تیم فوتبال پورتو، در فصل‌های ۲۰۱۷–۲۰۱۸ و ۲۰۱۹–۲۰۲۰ قهرمانی لیگ پرتغال را هم به‌دست‌آورد.

## تیم ملّی فوتبال اسپانیا
کاسیاس در تیم زیر ۱۷ سال اسپانیا، با ۱۶ سال سن، به عنوان جوان‌ترین بازیکن تیم حضور پیدا کرد که این تیم در رتبه سوم جهان قرار گرفت. دو سال بعد نیز به عنوان کاپیتان در تیم ملی زیر ۱۷ ساله‌ها حضور پیدا کرد و با این تیم، قهرمان شد. عملکرد کاسیاس در تیم رئال مادرید، به مرور زمان، وی را دروازه‌بان شماره ۱ تیم ملی فوتبال اسپانیا کرد.

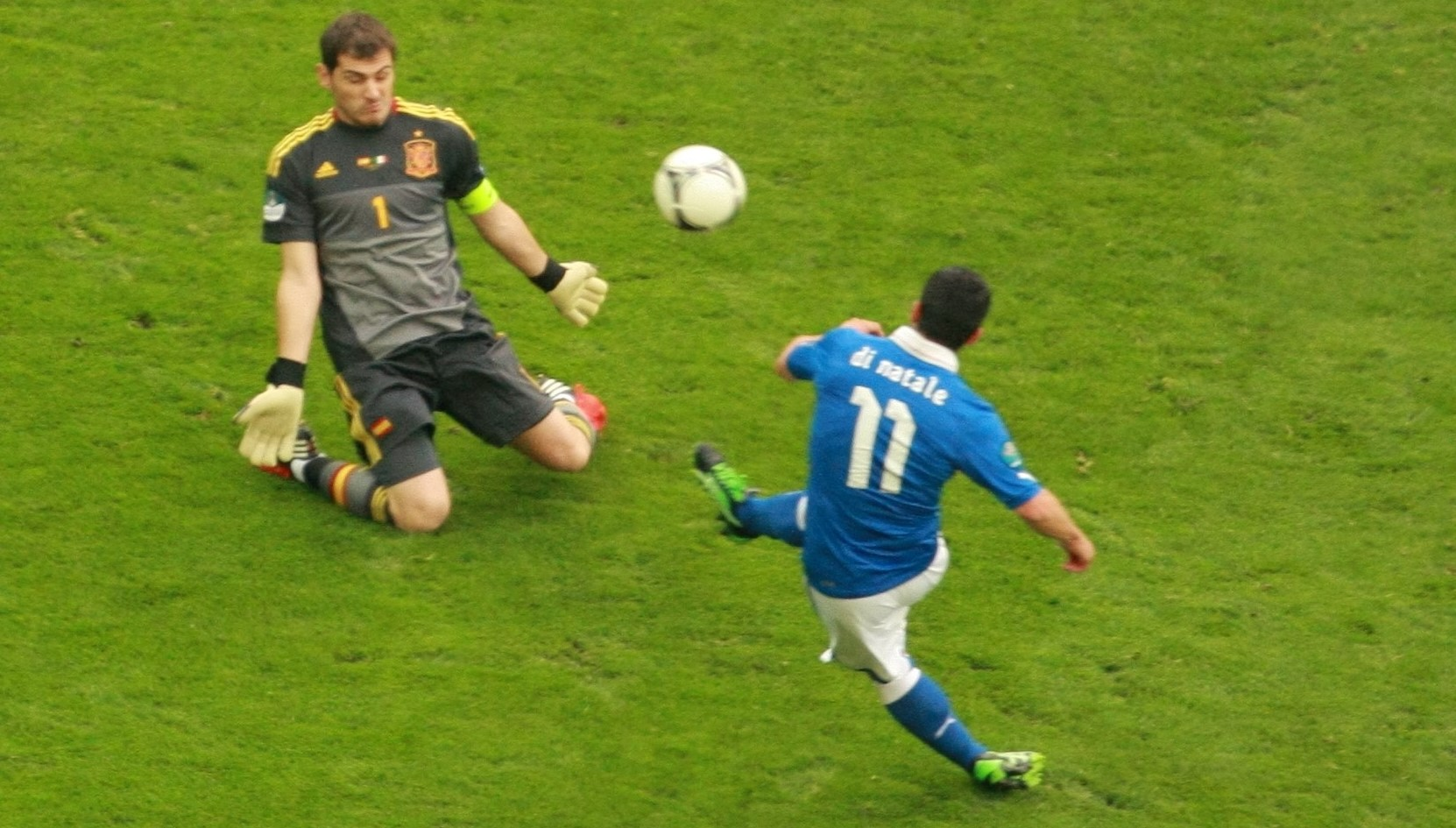
کاسیاس در حال مهار ضربه دی ناتاله (یورو ۲۰۱۲- بازی اول گروهی مقابل ایتالیا)

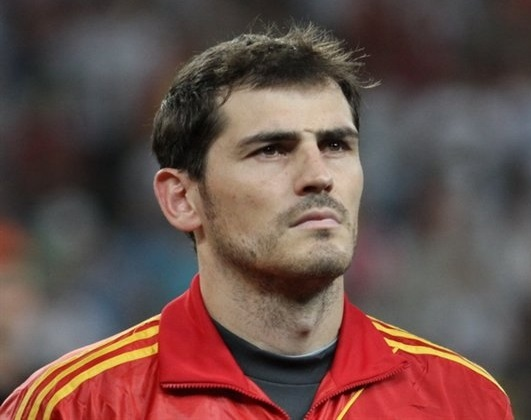
کاسیاس پیش از بازی مقابل تیم ملی فوتبال فرانسه یورو ۲۰۱۲ لهستان-اوکراین

کاسیاس با ۱۶۷ بازی ملّی دومین بازیکن تاریخ این تیم از نظر تعداد بازی شناخته می‌شود. (رتبه اول سرخیو راموس است) او اولین بازی رسمی خود را در ۱۹ سالگی، در برابر تیم ملی فوتبال سوئد تجربه کرد. کاسیاس با پیراهن تیم ملی فوتبال اسپانیا در جام ملت‌های اروپا سال ۲۰۰۰ نیز حضور داشت اما با توجه به حضور سانچز، فرصتی برای بازی پیدا نکرد. کاسیاس در جام جهانی ۲۰۰۲، به دلیل مصدومیت کانیزارس، توانست جای وی را بگیرد و به عنوان یکی از جوان‌ترین بازیکنان جام، در آن رقابت‌ها حضور پیدا کرد. اوج درخشش وی در این رقابت‌ها، بازی در برابر تیم ملی ایرلند بود که موفق شد ۲ پنالتی را مهار کند و از آن زمان به بعد، به وی لقب «ایکر مقدس» را دادند.
در جام جهانی ۲۰۰۲ نیز، یکی از واکنش‌های وی در برابر تیم کره جنوبی، از طرف فیفا، به عنوان یکی از ۱۰ عکس‌العمل برتر تاریخ، معرفی شد.
کاسیاس در تمام ۶ بازی تیم ملی اسپانیا در یورو ۲۰۰۴ به‌طور کامل بازی کرد و تنها ۴ گل دریافت کرد. وی در جام جهانی ۲۰۰۶ آلمان هم عضو تیم ملّی فوتبال اسپانیا بود؛ هر چند این تیم در مقابل تیم فرانسه و زین الدین زیدان، شکست خورد و از دور رقابت‌ها کنار رفت.

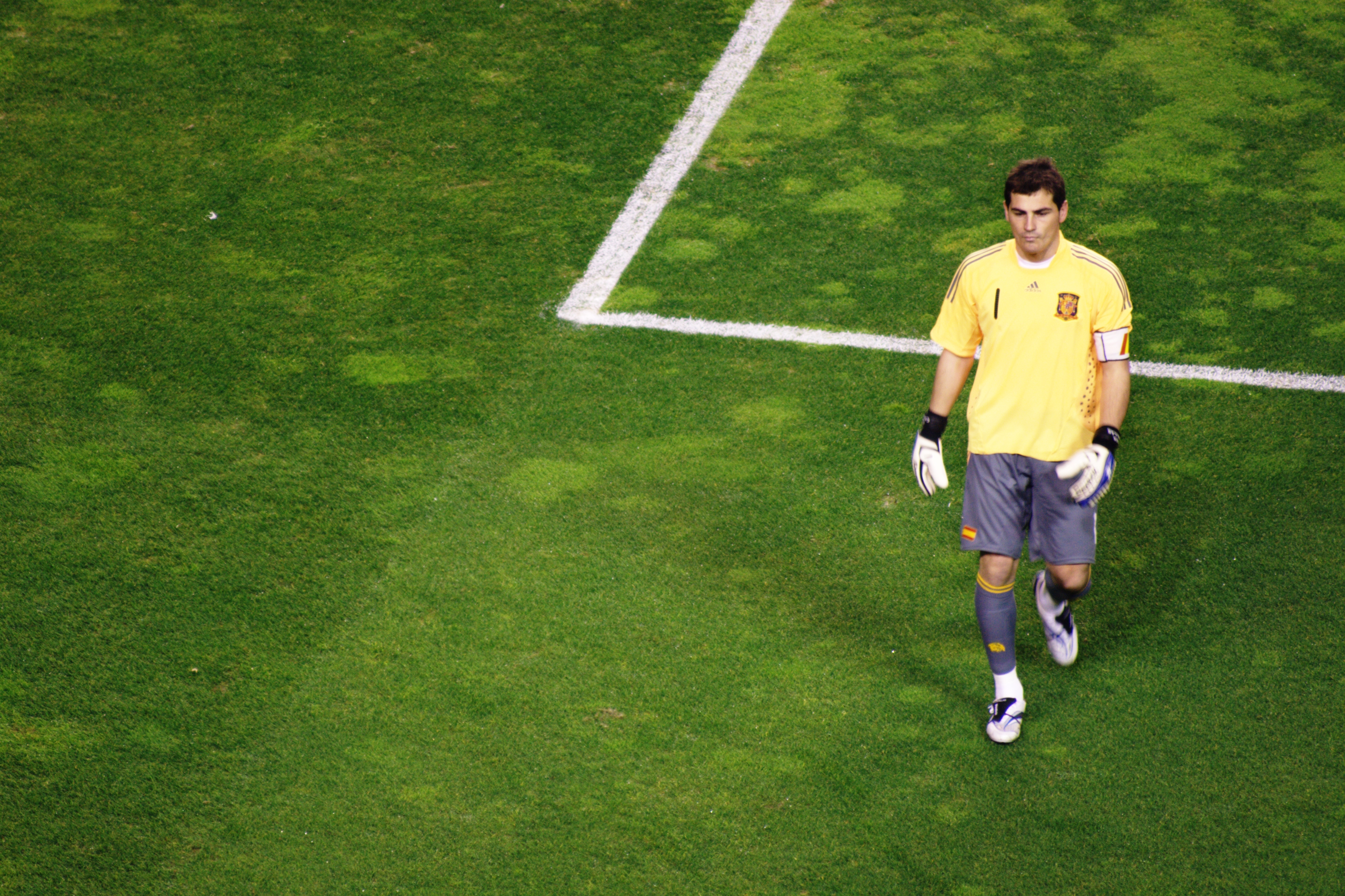
کاسیاس در بازی تیم ملّی فوتبال اسپانیا با تیم ملّی فوتبال انگلیس

پس از کناره‌گیری رائول گونزالس از تیم ملی، بازوبند کاپیتانی اسپانیا به کاسیاس رسید. کاسیاس در دو بازی اول تیم ملی اسپانیا در یورو ۲۰۰۸ سنگربان نخست اسپانیا بود و وقتی صعود این تیم به محله بعد قطعی شد، وی در بازی سوم استراحت کرد. کاسیاس در مرحله بعدی، موفق شد تا در بازی برابر تیم ملی ایتالیا، ۲ پنالتی را مهار کند و یکی از عوامل اصلی برد اسپانیا در آن بازی بود. اسپانیا در ادامه آن رقابت‌ها، توانست در فینال با یک گل تیم ملی فوتبال آلمان را شکست دهد و قهرمان یورو ۲۰۰۸ شود. وی به عنوان اولین دروازه‌بان تاریخ معرفی شد که توانست جام را به عنوان کاپیتان، بالای سر ببرد.

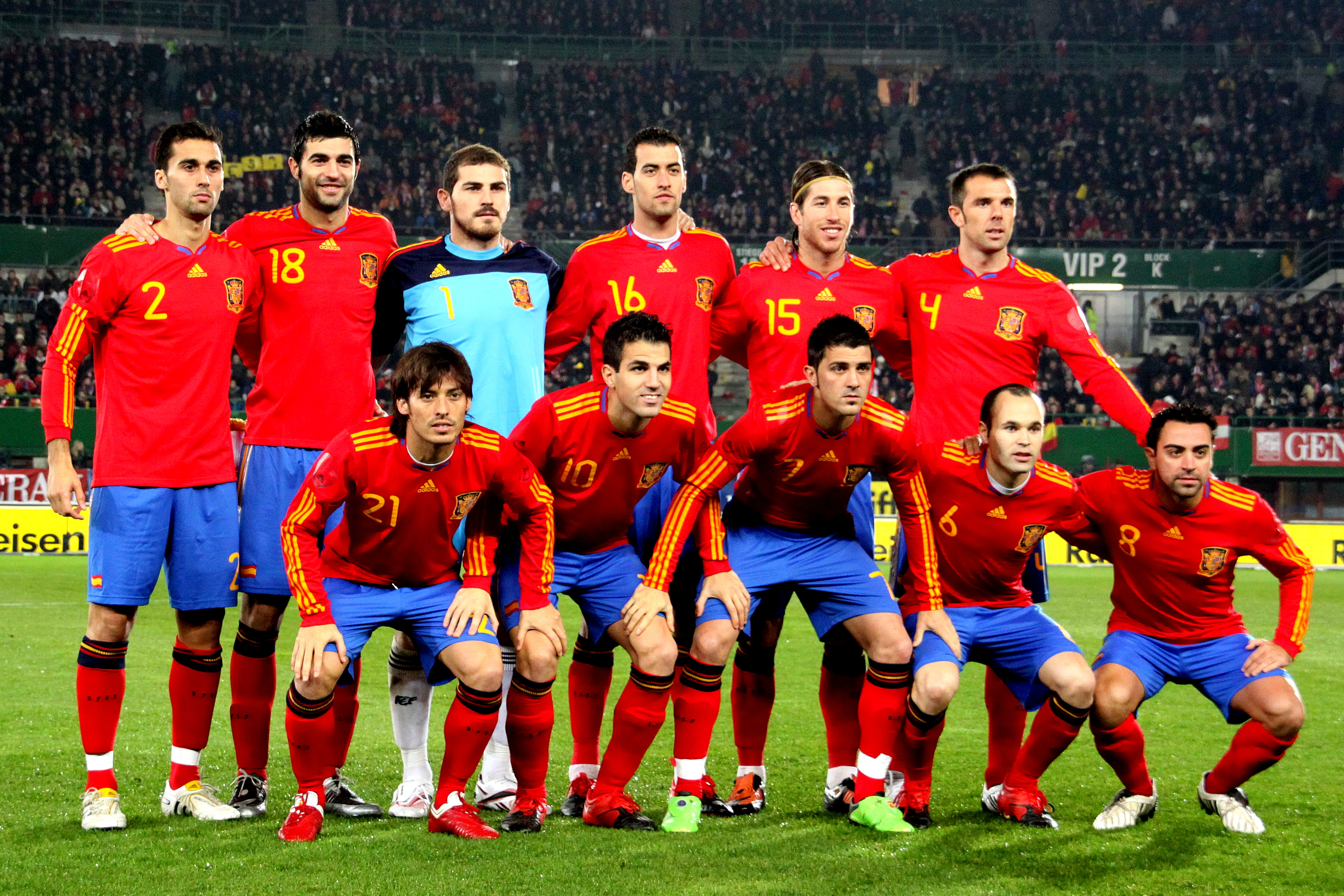
کاسیاس به عنوان کاپیتان تیم ملّی اسپانیا، در جام جهانی ۲۰۱۰ آفریقا جنوبی

در همین سال، کاسیاس موفق شد که به رکورد ۷۱۰ دقیقه بسته نگه داشتن دروازه برسد. رکوردی که حتی زوبیزارتا هم به آن نرسیده بود. 
در سال ۲۰۰۹، کاسیاس موفق شد که پس از پیروزی برابر تیم بلژیک، در ۵۶ بازی، دروازه خود را بسته نگه دارد و از این نظر، به رکورد زوبیزارتا رسید. (هر چند نکته قابل توجه این بود که کاسیاس این رکورد را در تنها ۹۸ بازی به‌دست آورده بود درحالی‌که زوبیزارتا در ۱۲۶ بازی).
در همین حال، کاسیاس موفق شد به عنوان سومین نفر در تاریخ اسپانیا، به رکورد ۱۰۰ بازی ملی برسد. کاسیاس با ۱۶۷ بازی ملی، پشت سر سرخیو راموس در رتبه دوم بیشترین بازی ملی برای تیم ملّی فوتبال اسپانیا قرار دارد.

### جام جهانی ۲۰۱۰ آفریقای جنوبی

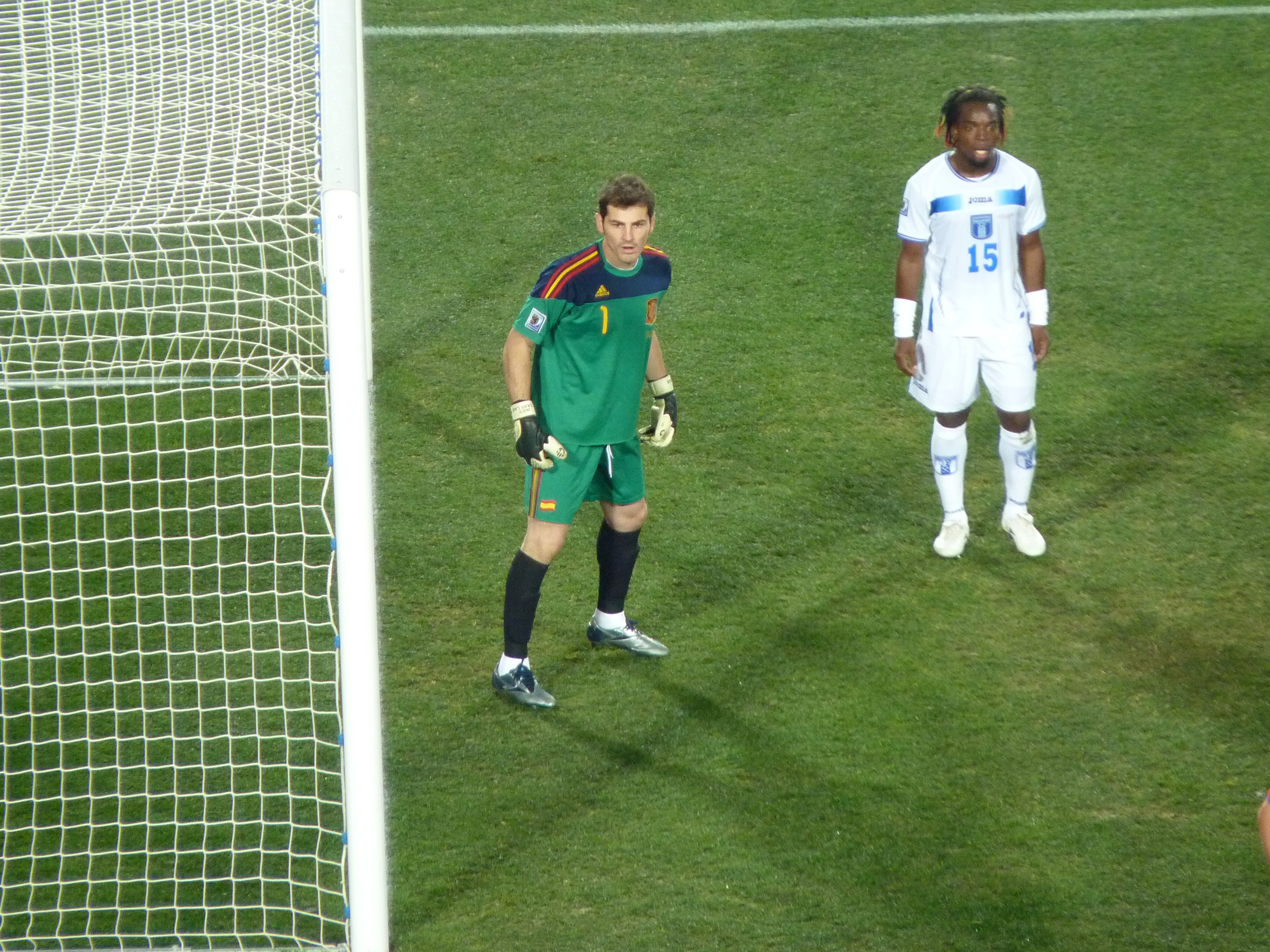
کاسیاس در جام جهانی ۲۰۱۰

در جام جهانی ۲۰۱۰ آفریقا جنوبی نیز، ایکر کاسیاس عملکرد بسیار خوبی از خود نشان داد و توانست تیم ملی کشورش را برای کسب نخستین قهرمانی تاریخ این کشور در رقابت‌های جام جهانی فوتبال هدایت کند. وی به عنوان سومین دروازه‌بان تاریخ موفق شد که به عنوان کاپیتان، جام را بالای سر ببرد. ایکر کاسیاس در جام جهانی ۲۰۱۰ توانست پنج بار کلین شیت کند. وی در بازی با پاراگوئه، توانست یک پنالتی حساس را از بازیکنان این تیم بگیرد و در بازی فینال دو تک به تک را از بازیکنان تیم ملی فوتبال هلند گرفت و در نهایت توانست برای نخستین بار جام جهانی فوتبال را برای تیم ملی فوتبال اسپانیا بالا ببرد. ایکر کاسیاس به همراه داوید ویا و آندرس اینیستا یکی از ارکان اصلی قهرمانی اسپانیا در جام جهانی بود. کاسیاس در پایان این مسابقات به عنوان بهترین دروازه‌بان جام جهانی ۲۰۱۰ دست یافت و توانست علاوه بر قهرمانی جهان و قرارگیری در تیم منتخب جام، دستکش طلایی را نیز از آن خود کند.

### جام ملت‌های اروپای ۲۰۱۲ لهستان-اوکراین
در رقابت‌های یورو ۲۰۱۲ نیز پس از گذشت سه هفته که در بالاترین سطح ممکن برگزار شد، با قهرمانی دراماتیک و البته تاریخی تیم ملی فوتبال اسپانیا به پایان رسید. اسپانیا در بازی آخر توانست با نتیجه ۴–۰ ایتالیا را شکست دهد و سومین قهرمانی متوالی اسپانیا رقم خورد. کاسیاس در این دوره از رقابت‌ها عملکرد درخشانی داشت و فقط با دریافت یک گل در بازی اول از ایتالیا به عنوان بهترین دروازه‌بان تورنومنت شناخته شد. کاسیاس در سال ۲۰۱۲ رکورد بسته نگه داشتن دروازه را شکست و در ۸۲ بازی گل نخورد. رکورد گذشته، ۷۲ بازی بود که در دستان ادوین فان‌درسار هلندی قرار داشت. در نهایت ایکر کاسیاس، کاپیتان رئال مادرید و تیم ملی فوتبال اسپانیا برای پنجمین سال پیاپی به عنوان بهترین دروازه‌بان سال جهان توسط کمیته بین‌المللی آمار و تاریخ فوتبال برگزیده شد. کاسیاس تنها دروازه‌بانی در تاریخ دنیا فوتبال هست که پنج بار به عنوان بهترین دروازبان دنیا انتخاب شده است. 

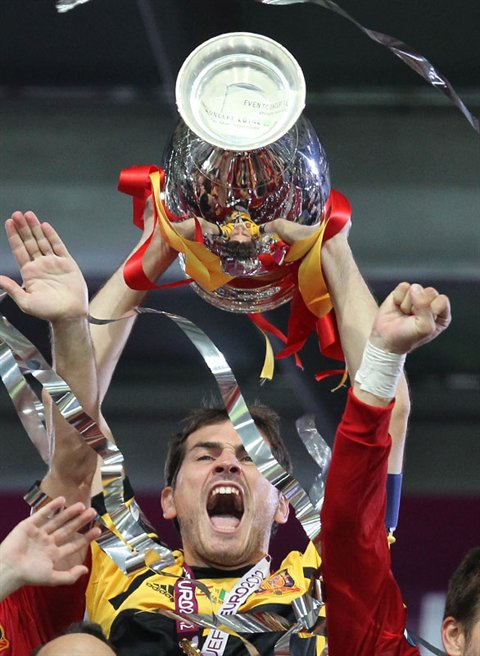
کاسیاس در حال بالا بردن جام ملتهای اروپا ۲۰۱۲ (یورو ۲۰۱۲ سومین و آخرین جام ملّی کاسیاس بود)

### جام کنفدراسیون‌های ۲۰۱۳ برزیل
کاسیاس در جام کنفدراسیون‌های ۲۰۱۳ به دلیل مصدومیت دست چپ بسیاری از بازی‌های تیم ملّی فوتبال اسپانیا را از دست داد. کاسیاس در بازی‌های آخر به تیم ملی اسپانیا اضافه شد و در نیمه نهایی اسپانیا را مقابل ایتالیا همراهی کرد. اسپانیا در بازی مقابل ایتالیا در ضربات پنالتی حریف خود را شکست داد و به مرحله نهایی رفت. کاسیاس در فینال مسابقات مقابل تیم ملی فوتبال برزیل سنگربان اسپانیا بود. اسپانیا بازی مقابل برزیل را با نتیجه ۳ بر صفر واگذار کرد و به مقام دوم مسابقات رسید.

### جام جهانی ۲۰۱۴ برزیل
ایکر کاسیاس در ژوئن سال ۲۰۱۴ به عنوان نماینده تیم ملّی فوتبال اسپانیا در رقابت‌های جام جهانی ۲۰۱۴ برزیل (چهارمین حضور کاسیاس در جام جهانی) انتخاب شد. در نخستین بازی اسپانیا مقابل تیم ملی فوتبال هلند، کاسیاس سنگربان تیم ملی فوتبال اسپانیا بود. کاسیاس اولین موقعیت روی دروازه اسپانیا را با یک مهار ایستاده دفع کرد، چند دقیقه بعد ژابی آلونسو از روی ضربه پنالتی دروازه سیلسن را باز کرد تا اسپانیا با یک گل پیش بیفتد ولی اشتباهات مکرر کاسیاس و خط دفاعی اسپانیا در این بازی سبب باخت ۵ بر ۱ اسپانیا شد.
در بازی دوم اسپانیا مقابل شیلی نیز کاسیاس دروازه‌بان اسپانیا بود. اسپانیا بازی مقابل شیلی را هم با نتیجه ۲ بر صفر واگذار کرد تا اسپانیا از دور رقابت‌ها کنار برود. منتقدان ورزشی از عملکرد کاسیاس در گل دوم شیلی که به وسیله آرانگوییز زده شده بود بسیار انتقاد کردند.
کاسیاس در بازی آخر مقابل تیم ملی فوتبال استرالیا روی نیمکت قرار گرفت تا شاهد بازی پپه رینا دروازه‌بان ذخیره تیم ملی فوتبال اسپانیا باشد. اسپانیا با پیروزی ۳ بر صفر در آن بازی در گروه خود سوم شد و از رسیدن به مرحله بعدی جام جهانی بازماند.

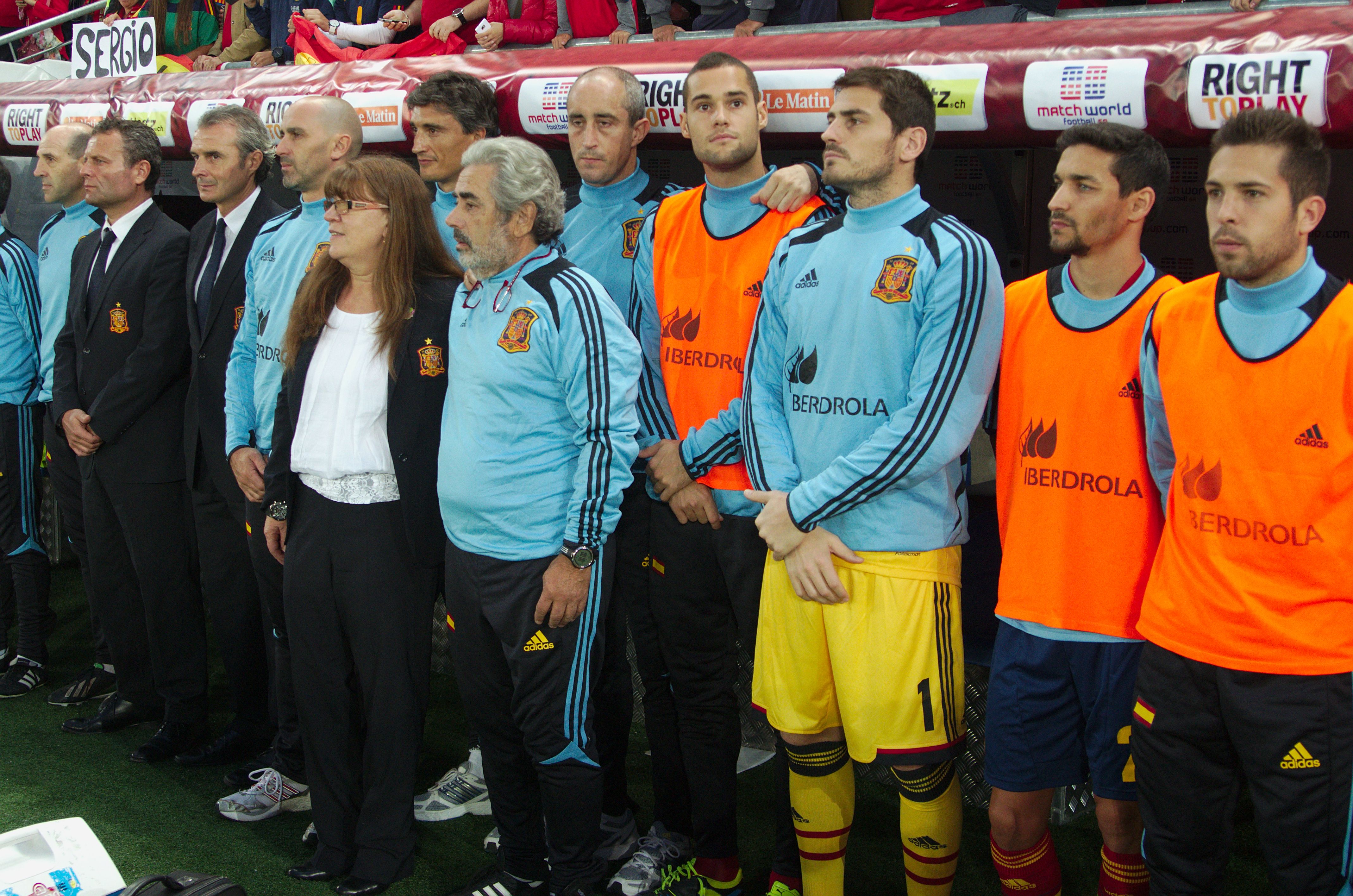
کاسیاس در کنار کادر فنی و بازیکنان اسپانیا

### جام ملتهای اروپای ۲۰۱۶ فرانسه
در ۵ سپتامبر سال ۲۰۱۵ کاسیاس در صدمین بازی ملّی خود به عنوان دروازه‌بان و کاپیتان تیم ملّی فوتبال اسپانیا توانست کلین شیت کند و اسپانیا با نتیجه ۲ بر صفر در مسابقات انتخابی یورو ۲۰۱۶ اسلواکی را شکست داد. در ۱۳ نوامبر همان سال کاسیاس توانست صدمین کلین شیت ملّی خودش را در مسابقه ای دوستانه برابر تیم ملّی فوتبال انگلیس به ثبت برساند. کاسیاس اوّلین دروازه‌بان تمام ادوار جهان بود که توانست به چنین رکوردی برسد.
در ۳۱ مه، نام کاسیاس در لیست نهایی ۲۳ نفره ویسنته دل بوسکه برای بازی‌های جام ملت‌های اروپا ۲۰۱۶ فرانسه قرار گرفت. با شروع بازی‌ها علی‌رغم آمادگی نسبتاً خوب کاسیاس این داوید دخیا بود که به عنوان سنگربان نخست اسپانیا انتخاب شد.
کاسیاس در هیچ بازی‌ای در این رقابت‌ها به میدان نرفت.علی‌رغم پیروزی اسپانیا در دو بازی اول و صعود به مرحله حذفی، کاسیاس حتی در بازی سوم گروهی نیز نیمکت نشین بود.

### جام جهانی ۲۰۱۸ روسیه
در ۲۱ مه سال ۲۰۱۸ نام کاسیاس از لیست ۲۳ نفر نهایی یولِن لوپِتگی، سرمربی وقت تیم ملّی فوتبال اسپانیا برای بازی‌های جام جهانی ۲۰۱۸ روسیه خط خورد تا کاسیاس امکان حضور کنار بازیکنان تیم ملّی فوتبال کشورش را نداشته باشد. در ماه نوامبر کاسیاس اعلام کرد که آماده است به تیم فوتبال رئال مادرید و تیم ملی فوتبال اسپانیا برگردد.

## سبک بازی
ایکر کاسیاس در دوران حرفه‌ای خود به دلیل واکنش‌های سریع و خیره کننده لقب سن ایکر را از هواداران فوتبال گرفت. کاسیاس در اوج خود ترکیبی از مهارت، استعداد و چابکی بود که به دلیل واکنش‌ها و خروج‌های خوبش از دروازه شهرت زیادی داشت.
جانلوییجی بوفون قبل از آغاز جام ملتهای اروپای ۲۰۱۲ لهستان-اوکراین دربارهٔ کاسیاس می‌گوید:
«صادقانه بگویم، هیچ کلمه‌ای وجود ندارد که بتوانم با آن بگویم ایکر چقدر خوب است. عملکرد او کاملاً گویای این حقیقت است. او هر چیزی که یک فوتبالیست می‌تواند برنده شود را برده است و سال هاست که در بهترین شکل در درون دروازه ظاهر می‌شود، موضوعی که برای دروازه‌بان از همهٔ پست‌ها سخت‌تر است. تیم ملی فوتبال اسپانیا تقریباً هرگز گلی دریافت نمی‌کند و کاسیاس دلیل اصلی آن است.»

## روابط با بازیکنان
کاسیاس در طول دوران حرفه‌ای خود روابط بسیار خوبی با بازیکنان تیم فوتبال رئال مادرید و همچنین تیم ملی فوتبال اسپانیا داشت. خیلی از منتقدان فوتبال قهرمانی‌های متوالی اسپانیا را حاصل رهبری و نفوذ کاسیاس در بین بازیکنان تیم ملی فوتبال اسپانیا می‌دانستند. جانلوئیجی بوفون، ژاوی هرناندز، آندرس اینیستا، داوید ویا، سرخیو راموس، کریستیانو رونالدو، کارلس پویول، جرارد پیکه و ویکتور والدز از صمیمی‌ترین دوستان کاسیاس هستند.

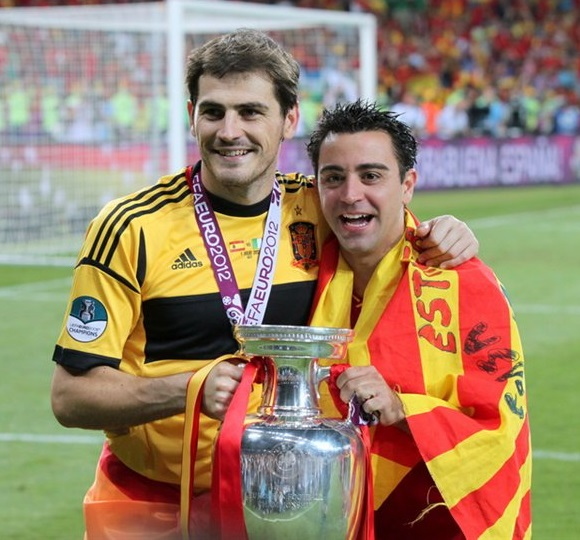
کاسیاس در کنار ژاوی هرناندز

او در بین طرفداران بارسلونا نیز از احترام خاصی برخوردار بود تا جایی که حتی در ورزشگاه نیوکمپ اسپانیا، طرفداران بارسلونا به تشویق او پرداختند.

## اسپانسر ورزشی
در ژانویه سال ۲۰۱۲ کاسیاس با توافقنامه حمایتی آدیداس موافقت کرد تا از دستکش دروازه‌بانی این شرکت تحت عنوان Predator استفاده کند. تا پیش از این اقدام آدیداس شرکت ریباک از سال ۲۰۰۴ اسپانسر کاسیاس بود.

## مصدومیت‌ها
ایکر کاسیاس در طول زمان حضورش در میدان‌ها دچار مصدومیت شدیدی که منجر به از دست دادن بازی‌ها شود نشده بود تا اینکه در بازی برگشت کوپا دل ری فصل ۲۰۱۲–۲۰۱۳ در ورزشگاه مستایا مقابل والنسیا و در مرحله یک چهارم پایانی با ضربه بازیکن خودی آلوارو آربه لوآ دچار شکستگی جزئی دست چپ شد. این مصدومیت برای ایکر کاسیاس ۳ ماه خانه‌نشینی به همراه داشت و او بازی‌های مهمی در لالیگا و لیگ قهرمانان اروپا فصل ۲۰۱۲–۲۰۱۳ را از دست داد اما سخت‌ترین مصدومیت وی به سال ۲۰۱۹ برمیگردد که در تمرینات پورتو دچار حمله قلبی شد و با این که بعد از چند ماه دوباره سلامتی خود را به دست آورد اما روی او ریسک نشد و دیگر نتوانست به میادین فوتبال بازگردد و در سال ۲۰۲۰ از دنیای فوتبال خداحافظی کرد.

## خداحافظی از دنیای فوتبال

### سکته قلبی
ایکر کاسیاس، در سال ۲۰۱۹ میلادی و در سن ۳۷ سالگی، به هنگام حضور در تمرینات تیم فوتبال پورتو دچار سکته قلبی شد و به بیمارستان انتقال یافت. پس از درمان، کاسیاس سلامتی خود را به دست آورد اما خطر نکرد و مجبور شد فوتبال را کنار بگذارد و بعد از چند مدت دوری از مستطیل سبز از دنیای فوتبال خداحافظی کرد.

### انتخابات فدراسیون فوتبال اسپانیا
کاسیاس در ۱۷ فوریه ۲۰۲۰ اعلام کرد که قصد دارد تا در انتخابات فدراسیون فوتبال اسپانیا شرکت کند. اما کاسیاس در تاریخ ۱۵ ژون ۲۰۲۰ انصراف خود را از کاندیداتوری انتخابات اعلام کرد. اگر چه خود او دلیل این موضوع را فرصت کم تبلیغ برنامه‌هایش دانست.

کاسیاس در این باره بیانیه‌ای با این مضمون منتشر کرد:
مایل هستم اعلام کنم که تصمیم خودم را برای نامزد نشدن در انتخابات ریاست فدراسیون فوتبال اسپانیا گرفته‌ام. دلیل اصلی من هم وضعیت خاص اجتماعی، اقتصادی و بهداشتی فعلی کشور است. این وضعیت باعث شده انتخابات فدراسیون فوتبال در درجه بعدی اهمیت قرار بگیرد. فکر می‌کنم حالا زمانی است که باید متحد شویم و تفرقه نباشد، برای اینکه جامعه و فوتبال به این نیاز دارد. در حوزه ورزش و فدراسیون‌ها باید بدانیم که چطور به بازیکنان و باشگاه‌ها کمک کنیم. در برهه فعلی انتخابات فقط تمرکزمان را به چیزی که لزوم ندارد معطوف می‌کنم. البته احتمال اینکه برای دوره‌های بعدی نامزد شوم را رد نمی‌کنم.

### بازگشت به رئال مادرید
ایکر کاسیاس به عنوان معاون مدیریت اجرایی تیم فوتبال رئال مادرید به این تیم بازگشت. این خبر اولین بار توسط روزنامه اسپانیایی مارکا فاش شد و در نگاه اول عجیب به نظر می‌رسید چرا که کاسیاس در تابستان سال ۲۰۱۵ بعد از درگیری شدید با فلورنتینو پرز مجبور به ترک رئال مادرید شده بود. رئیس باشگاه رئال مادرید در رابطه با بازگشت ایکر کاسیاس به این باشگاه تصریح کرد: امسال قراردادی بسته نمی‌شود اما آمدن ایکر کاسیاس حتمی است. کاسیاس پس از ۵ سال به سانتیاگو برنابئو برگشت.

در بیانیه منتشر شده از سوی رئال مادرید آمده است:
ایکر کاسیاس اسطوره و تجلی ارزش‌های باشگاه بوده و بهترین گلر تاریخ ما است. استقبال از یکی از بزرگ‌ترین کاپیتان‌های تاریخ رئال مادرید برای ما غرورانگیز است.

## زندگی شخصی

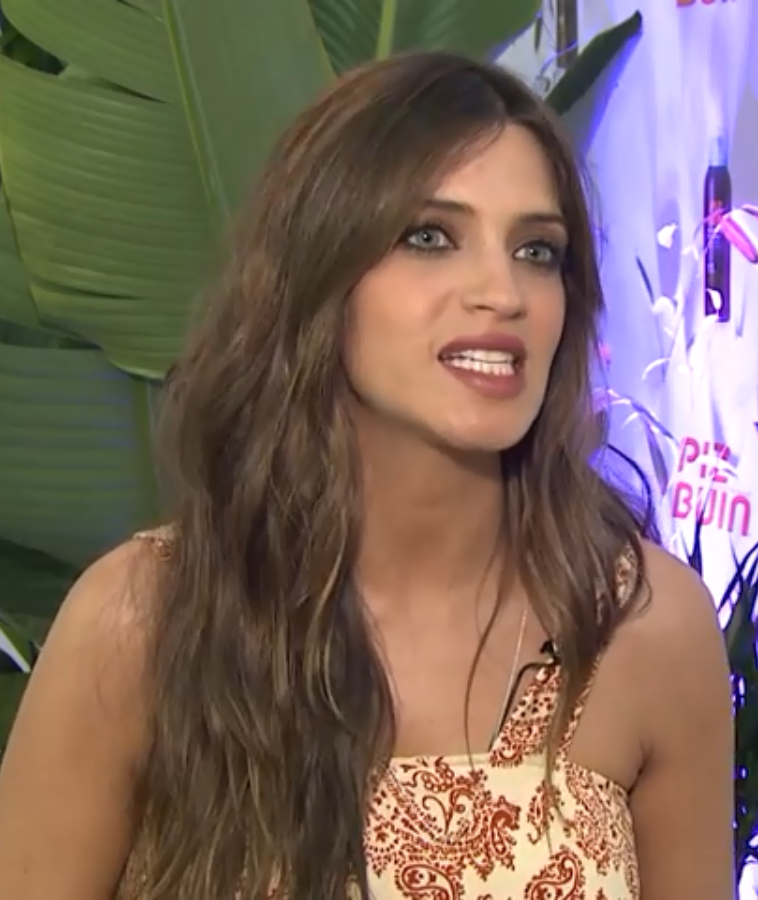
سارا کاربونرو همسر سابق ایکر کاسیاس

والدین ایکر، هر دو اهل آویلا (Ávila) هستند. البته ایکر و خانواده‌اش مجبور بودند تا چند سال در باسک زندگی کنند اما ایکر همیشه مادرید را زادگاه خود می‌داند. او یک برادر کوچکتر بنام اونای دارد که هفت سال از ایکر کوچکتر است در سال ۲۰۰۹ کاسیاس با سارا کاربونرو ژورنالیست ورزشی وارد رابطه شد. آن‌ها دو پسر به نام‌های لوکاس و مارتین دارند. اولین پسر آن‌ها در ۳ ژانویه ۲۰۱۴ در مادرید به دنیا آمد.در نوامبر ۲۰۱۵ پسر دوم آن‌ها نیز چشم به جهان گشود.

### خیریه
کاسیاس در سال ۲۰۱۱ به عنوان سفیر حسن نیت برای برنامه عمران ملل متحد منصوب شد و در سال ۲۰۱۸ در انجمن بین‌المللی فوتبال برای دوستی شرکت کرد.
کاسیاس همچنین بنیاد خیریه خود را دارد.

### جدایی از سارا کاربونرو
ایکر کاسیاس و سارا کاربونرو در سال ۲۰۲۱ رسماً از هم جدا شدند.

سارا کاربونرو با انتشار متنی نوشت:
«من و ایکر به داشتن چنین خانواده‌ای افتخار می‌کنیم و ما در این مدت عشق و علاقه‌ای را کنار هم تجربه کردیم که زندگی ما را شیرین کرد. اما حالا ما به عنوان یک زن و شوهر مسیرهای متفاوتی را طی خواهیم کرد، اما همچنان والدینی فداکار خواهیم ماند. در مورد این تصمیم خیلی فکر کرده‌ایم و با نظر متقابل هر دو طرف به این نتیجه رسیدیم.

احترام، محبت و دوستی بین ما باقی خواهد ماند. اولویت ما با عشق و تعهد، اطمینان از رفاه و تحصیلات فرزندانمان و محافظت از آنها است و می‌خواهیم در یک محیط آرام و سالم رشد کنند. با انتشار این متن ما از شما می‌خواهیم به تصمیم ما در این مقطع و این تغییر احترام بگذارید و از اینکه ما را درک می‌کنید ممنونیم.»

## وضعیت بازی

### وضعیت بازی‌های ملی
| سال   | بازی | گل |
| ----- | ---- | -- |
| ۲۰۰۰  | ۶    | ۰  |
| ۲۰۰۱  | ۵    | ۰  |
| ۲۰۰۲  | ۱۱   | ۰  |
| ۲۰۰۳  | ۱۱   | ۰  |
| ۲۰۰۴  | ۱۲   | ۰  |
| ۲۰۰۵  | ۱۰   | ۰  |
| ۲۰۰۶  | ۱۰   | ۰  |
| ۲۰۰۷  | ۸    | ۰  |
| ۲۰۰۸  | ۱۵   | ۰  |
| ۲۰۰۹  | ۱۳   | ۰  |
| ۲۰۱۰  | ۱۵   | ۰  |
| ۲۰۱۱  | ۱۱   | ۰  |
| ۲۰۱۲  | ۱۶   | ۰  |
| ۲۰۱۳  | ۹    | ۰  |
| ۲۰۱۴  | ۸    | ۰  |
| ۲۰۱۵  | ۵    | ۰  |
| ۲۰۱۶  | ۲    | ۰  |
| مجموع | ۱۶۷  | ۰  |

### وضعیت بازی در رئال مادرید و پورتو پرتغال
| باشگاه            | فصل               | لیگ               | لیگ  | لیگ | جام حذفی | جام حذفی | قاره‌ای | قاره‌ای | سایر۱ | سایر۱ | مجموع | مجموع |
| باشگاه            | فصل               | دسته‌بندی          | بازی | گل  | بازی     | گل       | بازی   | گل     | بازی  | گل    | بازی  | گل    |
| ----------------- | ----------------- | ----------------- | ---- | --- | -------- | -------- | ------ | ------ | ----- | ----- | ----- | ----- |
| رئال مادرید       | ۱۹۹۹–۲۰۰۰         | لا لیگا           | ۲۷   | ۰   | ۵        | ۰        | ۱۲     | ۰      | ۳     | ۰     | ۴۷    | ۰     |
| رئال مادرید       | ۲۰۰۰–۲۰۰۱         | لا لیگا           | ۳۴   | ۰   | ۰        | ۰        | ۱۱     | ۰      | ۲     | ۰     | ۴۷    | ۰     |
| رئال مادرید       | ۲۰۰۱–۲۰۰۲         | لا لیگا           | ۲۵   | ۰   | ۵        | ۰        | ۹      | ۰      | ۱     | ۰     | ۴۰    | ۰     |
| رئال مادرید       | ۲۰۰۲–۲۰۰۳         | لا لیگا           | ۳۸   | ۰   | ۰        | ۰        | ۱۵     | ۰      | ۲     | ۰     | ۵۵    | ۰     |
| رئال مادرید       | ۲۰۰۳–۲۰۰۴         | لا لیگا           | ۳۷   | ۰   | ۲        | ۰        | ۹      | ۰      | ۲     | ۰     | ۵۰    | ۰     |
| رئال مادرید       | ۲۰۰۴–۲۰۰۵         | لا لیگا           | ۳۷   | ۰   | ۰        | ۰        | ۱۰     | ۰      | _     | _     | ۴۷    | ۰     |
| رئال مادرید       | ۲۰۰۵–۲۰۰۶         | لا لیگا           | ۳۷   | ۰   | ۴        | ۰        | ۷      | ۰      | _     | _     | ۴۸    | ۰     |
| رئال مادرید       | ۲۰۰۶–۲۰۰۷         | لا لیگا           | ۳۸   | ۰   | ۰        | ۰        | ۷      | ۰      | _     | _     | ۴۵    | ۰     |
| رئال مادرید       | ۲۰۰۷–۲۰۰۸         | لا لیگا           | ۳۶   | ۰   | ۰        | ۰        | ۸      | ۰      | ۲     | ۰     | ۴۶    | ۰     |
| رئال مادرید       | ۲۰۰۸–۲۰۰۹         | لا لیگا           | ۳۸   | ۰   | ۰        | ۰        | ۷      | ۰      | ۲     | ۰     | ۴۷    | ۰     |
| رئال مادرید       | ۲۰۰۹–۲۰۱۰         | لا لیگا           | ۳۸   | ۰   | ۰        | ۰        | ۸      | ۰      | _     | _     | ۴۶    | ۰     |
| رئال مادرید       | ۲۰۱۰–۲۰۱۱         | لا لیگا           | ۳۵   | ۰   | ۸        | ۰        | ۱۱     | ۰      | _     | _     | ۵۴    | ۰     |
| رئال مادرید       | ۲۰۱۱–۲۰۱۲         | لا لیگا           | ۳۷   | ۰   | ۴        | ۰        | ۱۰     | ۰      | ۲     | ۰     | ۵۳    | ۰     |
| رئال مادرید       | ۲۰۱۲–۲۰۱۳         | لا لیگا           | ۱۹   | ۰   | ۳        | ۰        | ۵      | ۰      | ۲     | ۰     | ۲۹    | ۰     |
| رئال مادرید       | ۲۰۱۳–۲۰۱۴         | لا لیگا           | ۲    | ۰   | ۹        | ۰        | ۱۳     | ۰      | _     | _     | ۲۴    | ۰     |
| رئال مادرید       | ۲۰۱۴–۲۰۱۵         | لا لیگا           | ۳۲   | ۰   | ۰        | ۰        | ۱۰     | ۰      | ۵     | ۰     | ۴۷    | ۰     |
| مجموع رئال مادرید | مجموع رئال مادرید | مجموع رئال مادرید | ۵۱۰  | ۰   | ۴۰       | ۰        | ۱۵۲    | ۰      | ۲۳    | ۰     | ۷۲۵   | ۰     |
| پورتو             | ۲۰۱۵–۲۰۱۶         | لیگ پرتغال        | ۳۲   | ۰   | ۰        | ۰        | ۸      | ۰      | _     | _     | ۴۰    | ۰     |
| پورتو             | ۲۰۱۶–۲۰۱۷         | لیگ پرتغال        | ۳۳   | ۰   | ۰        | ۰        | ۱۰     | ۰      | _     | _     | ۴۳    | ۰     |
| پورتو             | ۲۰۱۷–۲۰۱۸         | لیگ پرتغال        | ۲۰   | ۰   | ۸        | ۰        | ۳      | ۰      | _     | _     | ۳۱    | ۰     |
| پورتو             | ۲۰۱۸–۲۰۱۹         | لیگ پرتغال        | ۳۱   | ۰   | ۰        | ۰        | ۱۰     | ۰      | ۱     | ۰     | ۴۲    | ۰     |
| مجموع پورتو       | مجموع پورتو       | مجموع پورتو       | ۱۱۶  | ۰   | ۸        | ۰        | ۳۱     | ۰      | ۱     | ۰     | ۱۵۶   | ۰     |
| مجموع آمار        | مجموع آمار        | مجموع آمار        | ۶۲۶  | ۰   | ۴۸       | ۰        | ۱۸۳    | ۰      | ۲۴    | ۰     | ۸۸۱   | ۰     |

1 سوپرجام فوتبال اسپانیا، سوپرجام اروپا و جام باشگاه‌های فوتبال جهان.

## آمارها و افتخارات

### رئال مادرید
- لالیگا:(۵ بار) ۲۰۰۰–۲۰۰۱، ۲۰۰۲–۲۰۰۳، ۲۰۰۶–۲۰۰۷، ۲۰۰۷–۲۰۰۸، ۲۰۱۱–۲۰۱۲
- کوپا دل ری:(۲ بار) ۲۰۱۰–۲۰۱۱، ۲۰۱۳–۲۰۱۴
- لیگ قهرمانان اروپا:(۳ بار) ۱۹۹۹–۲۰۰۰، ۲۰۰۱–۲۰۰۲، ۲۰۱۳–۲۰۱۴
- سوپرجام اروپا(۲ بار) ۲۰۰۲، ۲۰۱۴
- سوپرجام فوتبال اسپانیا:(۴ بار) ۲۰۰۱، ۲۰۰۳، ۲۰۰۸ ۲۰۱۲
- جام باشگاه‌های جهان:(۱ بار) ۲۰۱۴

### پورتو
- لیگ برتر فوتبال پرتغال: ۲۰۱۷–۲۰۱۸
- سوپرجام فوتبال پرتغال ۲۰۱۸

### تیم ملّی فوتبال اسپانیا
- جام جهانی: ۲۰۱۰
- جام ملت‌های اروپا: ۲۰۰۸، ۲۰۱۲

### فردی
1. بهترین دروازبان قرن (سازمان افتخارات فوتبال)
2. بهترین دروازبان تاریخ جام جهانی (یوفا)
3. بهترین دروازبان تاریخ جام ملت‌های اروپا (یوفا)
4. بهترین دروازبان لیگ قهرمانان اروپا (یوفا)
5. بهترین دروازه‌بان تاریخ اروپا (یوفا)
6. بهترین دروازه‌بان تاریخ رئال مادرید
7. دستکش طلای برترین دروازبان قرن ۲۱ از دیدگاه یوفا :Winer The Best Goalkeeper In 21 Century
8. در مجموع جایزه برترین دروازبان سال فیفا: FIFA/Fifpro World's best goalkeeper: پنج بار | تا از ۲۰۰۸ تا ۲۰۱۳
9. جایزه براوو: یک بار | ۲۰۰۰
10. جایزه Don Balón Award for Breakthrough Player of the Year: یک بار | ۲۰۰۰
11. جایزه Zamora Trophy: یک بار | ۰۸–۲۰۰۷
12. جایزه FIFPro World XI: دو بار | ۰۹–۲۰۰۸ و ۰۸–۲۰۰۷
13. جایزه IFFHS Best Goalkeeper: پنج بار | ۲۰۰۸ تا ۲۰۱۲
14. جایزه LFP best goalkeeper: یک بار | ۰۹–۲۰۰۸
15. جایزه FIFA/Fifpro World's best goalkeeper: یک بار | ۰۹–۲۰۰۸
16. جایزه FIFA World Cup Golden Glove: یک بار | ۲۰۱۰
17. جایزه بهترین دروازه‌بان لیگ پرتغال: یک بار | ۱۹–۲۰۱۸[۸۱]

تیم منتخب:
1. عضو تیم سال از طرف UEFAیوفا: شش بار | و ۲۰۰۷ و ۲۰۰۸ و ۲۰۰۹ و ۲۰۱۰ و ۲۰۱۱ و ۲۰۱۲ و ۲۰۱۴
2. عضو تیم سال از طرف ESM: یک بار: | ۰۸–۲۰۰۷
3. عضو تیم منتخب رقابت‌های یورو ۲۰۰۸ ۲۰۱۲
4. عضو تیم سال از طرف FIFA.com: یک بار | ۰۹–۲۰۰۸
5. عضو تیم منتخب جام جهانی ۲۰۱۰
6. وی تنها فوتبالیست تاریخ است که به تمام افتخارات موجود در سطح باشگاهی و ملی دست یافته است. کاسیاس با رئال فاتح لیگ قهرمانان، لالیگا، کوپا دل ری، سوپرجام اروپا و اسپانیا جام یوفا و جام بین قاره‌ای شده و با تیم ملی اسپانیا نیز جام جهانی و جام ملت‌های اروپا را فتح کرده است.